# Дрімлюга джунглевий
Дрімлюга джунглевий (Caprimulgus batesi) — вид дрімлюгоподібних птахів родини дрімлюгових (Caprimulgidae). Мешкає в Центральній Африці. Вид названий на честь американського натураліста Джорджа Латімера Бейтса.

## Опис
Довжина птаха становить 29-31 см, вага 89-112 г. Верхня частина тіла темно-коричнева, поцяткована широкими світлими смугами і чорнувато-бурими плямами, нижня частина тіла рудувато-коричнева. На шиї нечіткий охристий "комір". Тім'я сіре, на горлі з боків білі плями. У самців крайні стернові пера на кінці білі. Крик самця — гучне "воу-воу-воу" або "квуп-квуп", виконується з сідала, рідше з землі.

## Поширення і екологія
Джунглеві дрімлюги мешкають в басейні річки Конго (від південного Камеруну до північного Габону, сходу Демократичної Республіки Конго і західної Уганди). Вони живуть у вологих рівнинних тропічних лісах та на плантаціях. Живляться комахами, яких ловлять в польоті. Сезон розмноження в Габоні триває з грудня по січень, в Камеруні з лютого по березень, в ДР Конго розмножуються протягом всього року. Відкладають яйця просто на голу землю або в опале листя. У кладці 1 яйце.